# 金垿
金垿（？—？），江南宝山人，是一名清朝政治人物。举人出身。
金垿曾于乾隆四十三年接替宋学源任龙岩州知州一职，乾隆四十三年由翟建钺接任。